# Якуш Блоцишевський
Якуш Блоцишевський (д/н — після 1370) — державний і військовий діяч Польського королівства.

## Життєпис
Походив з польського шляхетського роду, одного з найдавніших з гербу Остоя. Про нього відомо небагато. Ймовірно брав участь у війні за руську спадщину. За свою звитягу 1358 року отримав маєток Блоцишево, від якого його нащадки стали зватися Блоцишевськими.
У 1364 році призначається королем Казимиром III львівським воєводою гродовим (попередник посади каштеляна). На тепер точаться дискусії чи був Якуш першим воєводою. На думку деяких, йому передував Сцибор з Познані.
Спочатку вимушений був протистояти першому львівському старості Абрагаму з Баранува, що мав більше повноважень над львівським замком (на кшталт бургграфа). Втім невдовзі зумів розширити повноваження, отримавши права на керування замком.
Остання письмова згадка про Якуша Блоцишевського відноситься до вересня-листопада 1370 року, коли він надав підтвердну грамоту Вяцлаву Дмитровському. Втім напевне зберігав посаду до призначення руським намісником Владислава Опольського у 1372 році.